# 이동수 (축구 선수)
이동수(李東洙, 1994년 6월 3일 ~ )는 대한민국의 축구 선수이며 포지션은 수비형 미드필더 겸 풀백이다. 현 부산 아이파크 에서 활약하고 있다.

## 클럽 생활
대구의 대륜중학교를 졸업한 뒤 대전의 유스산하 학교인 충남기계공업고등학교에 진학한 후 2013 K리그 드래프트에서 대전 시티즌으로부터 우선지명을 받고 가톨릭관동대학교에 진학한 뒤, 2016년 대전에 입단하였다.
2017시즌을 앞두고 장원석과 트레이드로 제주 유나이티드로 이적하였다.
2020시즌을 앞두고 군 문제 해결을 위해 상주 상무 축구단에 입단했다.
2022시즌을 앞두고 인천 유나이티드에 입단했다.